# Легенди нічної варти
Легенди нічної варти (англ. Legend of the Guardians: The Owls of Ga'Hoole) — анімаційний мультфільм, знятий за мотивами однойменної серії книг американської письменниці Кетрін Лескі. Режисер Зак Снайдер, головних персонажів озвучують Джим Стерджес, Емілі Барклай, Джеффрі Раш. Створення фільму відбувалося в Австралії. Світова прем'єра відбулася 24 вересня 2010 року, в Україні — 30 вересня. Фільм випущено як в RealD 3D так і в IMAX 3D. Рейтинг MPAA — PG (до 13 років тільки з батьками). Українською мовою дубльовано компанією Сінетайп. Автор українського перекладу — Сергій SKA Ковальчук.

## Сюжет
Совеня Сорен із молодшою сестричкою Еглантін гралися в Славнокрила й Бронедзьоба, легендарних персонажів, про яких їм розповідав батько. Славнокрил, лідер вартових, був їх героєм, адже його армія спромоглася допомагати слабким і бідним, воювати з лихом. Брат Сорена Кладд не вірив батьковим розповідям, тому насміхався з Сорена. Наступної ночі їх вперше вчили літати. Коли батьки вирушили на полювання, брати пішли з дому, щоб потренуватися самостійно. Вони впали з дерева й на них напав тасманійський диявол. Із пащі звіра їх вихопили дві сови — Джетт і Джатт. Із часом до них приєднався Ґрімбл, що ніс у кігтях малу сову-ельфа Гілфі. У таборі, куди їх віднесли, сова Найра пояснила, що це розташування чистокровних сов, які мають правити світом, тому що вони сильніші. Вони мають готуватися до битви. Менші сови стають прибиральниками — їх осліплюють місячним сяйвом, після чого вони як раби збирають шматочки заліза для таємної зброї чистокровних. Гілфі й Сорен, який заступився за свою нову подругу, потрапили до прибиральників, а Кладд відмовився від брата.
Найра перевіряла здібності новоприбулих чистокровних — найкращим виявився Кладд, йому Найра наказала переконати брата перейти на сторону Великого Лорда.
Тим часом Ґрімбл побачив, що Сорен і Гілфі не осліпли й запланували втечу. Він пояснив їм, що перебуває тут тільки тому, що чистокровні полонили його родину. Ґрімбл навчив їх літати й розповів, що їм треба дістатися табору вартових, куди можуть пройти тільки сови з добрим серцем і сильним наміром. Цю розмову почула Найра. Сорен і Гілфі встигли втекти, та Ґрімбл загинув у битві. Кладд пообіцяв Найрі, що його сестра Еглантін стане воїном на боці чистокровних.
Після втечі Сорен і Гілфі зустріли Дзиґу, Присмерка й няню Сорена — змію пані Тривузлик. Вони приєдналися до совенят у пошуку табору вартових. Разом вони спромоглися дістатися моря. Там пророк єхидна допоміг їм знайти шлях до Великого дерева, на якому живуть вартові.
Вони довго летіли через туман, та потім крила Дзиґи замерзли й він став падати в море. Сорен рушив йому на порятунок і побачив вартових. Вони опинилися на Великому дереві й розповіли про чистокровних, що готують війну. Вони послали розвідку, а Сорена, Гілфі, Дзиґу й Присмерка тим часом готували до того, щоб стати вартовими.
Кладд приніс до чистокровних свою малу сестричку. Вона просила брата, щоб той повернув її до батьків, адже чистокровні на чолі з Великим лордом злі птахи. Тоді Кладд вирішив осліпити її місячним сяйвом.
Алломир, якого вартові послали в розвідку, повернувся пораненим і підтвердив слова совенят. Славнокрил виявився старою совою з пораненим оком. Він пояснив Сорену, що війна — це страшна подія, а не славетна історія. Кілька вартових вирушили на битву з чистокровними. Виявилося, що Алломир — зрадник, що привів сов до пастки. Сорен із товаришами вирушив їм на порятунок. Біля табору чистокровних Присмерк і Дзиґа боролися з кажанами, а Сорену вдалося зруйнувати механізм пастки і звільнити вартових. Тоді почалася битва між чистокровними й вартовими. Кладд намагався побороти брата, та в битві згорів у пожежі. Сорен палючою гілкою вбив Великого Лорда — Бронедзьоба.
Після цього вони повернулися до Великого дерева, де на Сорена чекали його батьки й сестричка Еглантін, зір якої відновився. Сорен, Гілфі, Дзиґа й Присмерк стали новим поколінням вартових. Разом із Славнокрилом вони розповідали меншим совенятам про славетну перемогу над Бронедзьобом. Вартові знову дотримали своєї клятви — допомагати слабким і боротися зі злом.

## Ролі озвучують
- Джим Стерджес — Сорен;
- Емілі Барклай — Гілфі — сова-ельф, подруга Сорена;
- Джеффрі Раш — Славнокрил;
- Ентоні Лапалья — Присмерк — співає пісні під лютню, бився з кажанами;
- Девід Венхем — Дзиґа;
- Райан Квонтен — Кладд — брат Сорена, що перейшов на бік чистокровних;
- Гелен Міррен — Найра — верховний генерал чистокровних і права рука Великого Лорда Бронедзьоба;
- Сем Нілл — Алломір — зрадник вартових;
- Г'юго Вівінг — Ноктус / Грімбл;
- Джоел Едґертон — Бронедзьоб;
- Адріенн ДеФаріа — Еглантін;
- Міріам Маргуліс — пані Тривузлиха — няня Сорена, Кладда й Еглантін;
- Річард Роксбург — Борон;
- Дебора-Лі Фурнесс — Берран;
- Еббі Корніш — Отулісса;
- Лі Воннелл — Джетт;
- Ангус Семпсон — Джатт;
- Баррі Отто — єхидна

## Створення мультфільму
«Warner Brothers» придбала права на екранізацію серії книг «Вартові Га'Хула» Кетрін Ласки в 2005 році. Студія планувала зняти за мотивами серії комп'ютерний мультфільм з Дональдом Де лайн як продюсером та Кетрін Ласки як сценаристом. У квітні 2008 року проект був доручений студії «Village Roadshow» та підключеними до нього Заком Снайдером як режисером й Зарехом Налбандяном як продюсером. Джон Орлофф та Джон Коуллі написали для мультфільму новий сценарій. Створення мультфільму почалося в лютому 2009 року в Австралії.
Створенням комп'ютерних спецефектів для мультфільму займається студія «Animal Logic», що раніше працювала над мультфільмом 2006 року «Великі ніжки».

## Критика
На сайті Rotten Tomatoes анімаційний фільм отримав 50 % (57 схвальних відгуків і 56 несхвальних). На сайті Metacritic рейтинг фільму становить 53 %.

## Відеогра
Warner Bros. Interactive Entertainment планує випустити гру за мотивами фільму для платформ Wii, Xbox 360, PS3, та DS.